# Scaphochlamys grandis
Scaphochlamys grandis là một loài thực vật có hoa trong họ Gừng. Loài này được Richard Eric Holttum miêu tả khoa học đầu tiên năm 1950.

## Mẫu định danh
Mẫu định danh: Corner E.J.H. SFN 30030; do Edred John Henry Corner (1906-1996) thu thập ngày 30 tháng 10 năm 1935 ở tọa độ 4°13′19″B 103°17′28″Đ / 4,22194°B 103,29111°Đ, cao độ 700 ft (235 m), tại Ulu Bendong, Kemaman, bang Terengganu, Malaysia bán đảo. Holotype lưu giữ tại Vườn Thực vật Singapore (SING), các isotype lưu giữ tại Trung tâm Nghiên cứu Sinh học Indonesia ở Cibinong, Indonesia (BO), Vườn Thực vật Hoàng gia tại Edinburgh (E), Vườn Thực vật Hoàng gia tại Kew (K), Naturalis tại Leiden, Hà Lan (L) và Bảo tàng Lịch sử Tự nhiên Pháp (Muséum National d'Histoire Naturelle) ở Paris (P).

## Phân bố
Loài này có ở các bang Pahang và Terengganu, Malaysia bán đảo. Loài cây thảo thân rễ sống lâu năm cao đến 80–100 cm này mọc ở cả vùng đất thấp và trên đồi, cao độ 30–1.036 m. Nó thường được tìm thấy gần suối và có nhiều trong các khoảng trống giữa các tán cây, hơn là dưới bóng các tán cây dày dặc. Bên ngoài các khu bảo tồn rừng có sự suy giảm chất lượng môi trường sống.

## Mô tả
Thân rễ khỏe, đường kính 1 cm hoặc hơn khi khô, phát triển lệch lên phía trên, được các rễ cột dài tới 30 cm chống đỡ. Hai bên của thân rễ mang 5 (hoặc hơn) lá và cụm hoa đầu cành; nhánh mới sinh ra trong nách lá thứ 2 hoặc 3 phía dưới cụm hoa, bẹ thứ nhất rậm lông dài đến 18 cm. Phiến lá dài tới 50 cm và rộng đến 10 cm, mặt trên màu xanh lục, mặt dưới màu xanh lục nhạt, gân rậm lông, bất đối xứng, rộng nhất phía trên đoạn giữa lá, đỉnh hơi nhọn thon và dần thu hẹp về phía đáy, đáy men xuống. Cuống lá ngắn hoặc không có. Các thùy lưỡi bẹ rộng, cao 10 mm hoặc hơn, hình tam giác. Bẹ dài 18 cm, mép rộng mỏng, có lông ngắn. Cán hoa dài tới 7 cm, đường kính ~4 mm, có lông len ngắn. Cụm hoa dài 7–12 cm, với các lá bắc xếp lợp chặt. Lá bắc sơ cấp nhiều, ở cây non màu xanh lục, sau chuyển thành màu hung hung đỏ, toàn bộ rậm lông len ngắn, hở tới một nửa chiều dài từ đỉnh, mép mỏng và nhăn, dài 3,5-4,5 cm, rộng 12–16 mm tại đáy, đỉnh tù và hẹp, thường đối diện 2 (đôi khi nhiều?) hoa. Lá bắc thứ cấp thứ nhất dài 2-2,2 cm, rậm lông, lá bắc thứ cấp thứ hai dài 8 mm. Bầu nhụy có lông. Đài hoa cộng bầu nhụy dài 17–20 mm. Ống tràng dài ~4 cm, các thùy màu trắng, dài 16 mm, thùy lưng rộng 4 mm. Nhị lép màu trắng, dài như thùy tràng hoa, rộng 5 mm. Cánh môi dài 2,2 cm, 2 thùy tới gần một nửa chiều dài từ đỉnh, các thùy khía tai bèo-vết khía không đều trong phần lớn các phần, dải giữa màu vàng, mép màu tím hoa cà xỉn với vài vạch màu tím hoa cà trang trí. Chỉ nhị dài 3 mm. Bao phấn (trừ mào) dài 5 mm, mào màu tím hoa cà nhạt, uốn ngược mạnh (đỉnh gần như chạm vào lưng bao phấn), mép thẳng đứng, rộng 6 mm. Nhụy lép mỏng và nhọn, dài 4,5 mm. Quả hình elipxoit, dài 16 mm, bóng. Hạt 2-3, màu đen, hình elipxoit.
Loài này có quan hệ gần với S. klossii ở hình dạng cụm hoa và lá bắc, nhưng to lớn hơn về mặt sinh dưỡng và có hoa to lớn hơn với mào bao phấn lớn hơn. Tại thời điểm năm 1950 nó là loài Scaphochlamys lớn nhất đã biết, chỉ tìm thấy ở Kemaman.